# Herrschaft Blankenau
Die Herrschaft Blankenau war ein Territorium auf dem Gebiet des heutigen Sachsens. Sie umfasste fünf Dörfer und war ursprünglich eine eigenständige Herrschaft, bis man sie 1338 an das Kloster Chemnitz verkaufte und sie 1548 ein Teil des neu gegründeten Amts Chemnitz im Kurfürstentum Sachsen wurde. Die Bezeichnung Blankenauer Grund wird noch heute als Sammelbezeichnung für das Gebiet der fünf einstigen Dörfer, heute alle zur Stadt Chemnitz gehörig, verwendet.

## Geographische Ausdehnung
Das Gebiet der Herrschaft Blankenau umfasste 5 heutige Stadtteile im Norden der heutigen sächsischen Großstadt Chemnitz. Das Gebiet liegt beiderseits der  Chemnitz nahe der Mündung des Bahrebaches.

## Angrenzende Verwaltungseinheiten
|              | Amt Lichtenwalde                            |              |
| Amt Chemnitz | Kompassrose, die auf Nachbargemeinden zeigt | Amt Chemnitz |
|              | Amt Chemnitz                                |              |

## Geschichte
Die Herrschaft Blankenau ist wahrscheinlich um 1170 entstanden und war ursprünglich im Besitz der Reichsministerialien von Gersdorf (bei Leisnig), später als „von Blankenau“ bekannt. Im Jahr 1296 war die Herrschaft erstmals in schriftlichen Urkunden in Verbindung mit den Brüdern Albert, Friedrich und Hermann von Blankenau (als „Blankenowe“) erwähnt worden. Zentrum der kleinen Herrschaft mit fünf Orten war die Burg Blankenau (1259–1269 errichtet), die sich bei der Einmündung des Bahrebaches in den Chemnitzfluss befand. 
1338 wurde der Blankenauer Grundbesitz an das Benediktinerkloster Chemnitz verkauft. Seit der Leipziger Teilung 1485 gehörte die ehemalige Herrschaft Blankenau als Teil des Chemnitzer Klosterbesitzes zur albertinischen Linie der Wettiner. Nach Einführung der Reformation und der damit resultierenden Säkularisation wurde aus dem Territorium des Chemnitzer Klosters im Jahr 1548 das Amt Chemnitz gebildet.

## Zugehörige Orte
Folgende Orte gehörten zur Herrschaft Blankenau. Sie gehören heute alle zur Großstadt Chemnitz und bilden die Stadtteile Borna-Heinersdorf, Furth und Glösa-Draisdorf
Dörfer
- Borna
- Draisdorf
- Furth
- Glösa
- Heinersdorf

Burgen
- Burg Blankenau bei Borna

Als Sammelbezeichnung des Gebietes der einstigen fünf Dörfer wird auch „Blankenauer Grund“ verwendet.